# Комахидзе, Лола Моисеевна
Лола Моисеевна Комахидзе (1910 год, Озургетский уезд, Кутаисская губерния, Российская империя — неизвестно, Ланчхутский район, Грузинская ССР) — звеньевая колхоза имени Орджоникидзе Ланчхутского района, Грузинская ССР. Герой Социалистического Труда (1951).

## Биография
Родилась в 1910 году в крестьянской семье в одном из сельских населённых пунктов Озургетского уезда. Окончила местную начальную школу. С раннего возраста трудилась в сельском хозяйстве. В послевоенное время — звеньевая в колхозе имени Орджоникидзе Ланчхутского района. Занималась выращиванием шелкопряда.
В 1949 году звено под её руководством сдало 336,6 килограммов коконов тутового шелкопряда весенних выкормок при урожайности в среднем по 112,2 килограмма с каждой коробки грены. Указом Президиума Верховного Совета СССР от 1 ноября 1950 года удостоена звания Героя Социалистического Труда за «получение в 1950 году высоких урожаев коконов тутового шелкопряда» с вручением ордена Ленина и золотой медали «Серп и Молот» (№ 6427).
Этим же указом званием Героя Социалистического Труда была награждена труженица колхоза имени Орджоникидзе звеньевая Саша Тариеловна Джорбенадзе.
После выхода на пенсию проживала в Ланчхутском районе. С 1968 года — персональный пенсионер союзного значения. Дата смерти не установлена.